# Ituverava
Ituverava este un oraș în São Paulo (SP), Brazilia.